# Хонг Ђен
Хонг Ђен (рођен 28. маја 1911.  или 12. јануара 1916.  ), такође познат као Тан Хонг Ђен,  био је индонежански фудбалер кинеског порекла  који је играо као нападач за Холандску источну репрезентацију на Играма Далеког истока 1934. и на Светском првенству у фудбалу 1938. Такође је играо за Тионг Хоа Соерабају.
Ђена је током Светског првенства 1938. године пратило неколико великих клубова, укључујући Сантос и Барселону, али је он одлучио да остане у родној Индонезији како би водио локалну фарму коју је поседовала његова породица.
Хонг Ђен је рођен 28. маја 1911. или 12. јануара 1916. у Сурабаји, Холандској Источној Индији.Boer, A. (27. 5. 1938). „N.I.V.U. Team - Ringkasan biografie Nivu-spelers” [N.I.V.U. Team - Summary biography of Nivu players] (PDF). id. Bandjermasin: W. Smits. Приступљено 21. 9. 2022.</ref> Почео је да игра фудбал од 1924. године као голман, а затим од 1928. као леви бек. Касније је играо као нападач од 1934. године.
Поред фудбала, бавио се и атлетиком и пливањем.
Умро је 18. фебруара 1985. у Венлу, Холандија, у 73. или 69. години живота.